# بازی جمعی
بازی های جمعی (انگلیسی: Party game) بازی هایی هستند که به‌صورت جمعی و برای تفریح و سرگرمی به صورت برهم‌کنش برگزار می شوند. این بازی ها معمولاً در فضاهای سرپوشیده یا فضاهای سرباز مانند پیک نیک ها برگزار می شوند. برخی از این بازی ها نیازمند یار شدن با افراد دیگر است. این بازی ها به مرور زمان دست خوش تغییرات شدند اما اصل اصلی این بازی ها که راحتی آموزش به اعضای دیگر می باشد همواره حفظ شده است.

## فهرست بازی های جمعی

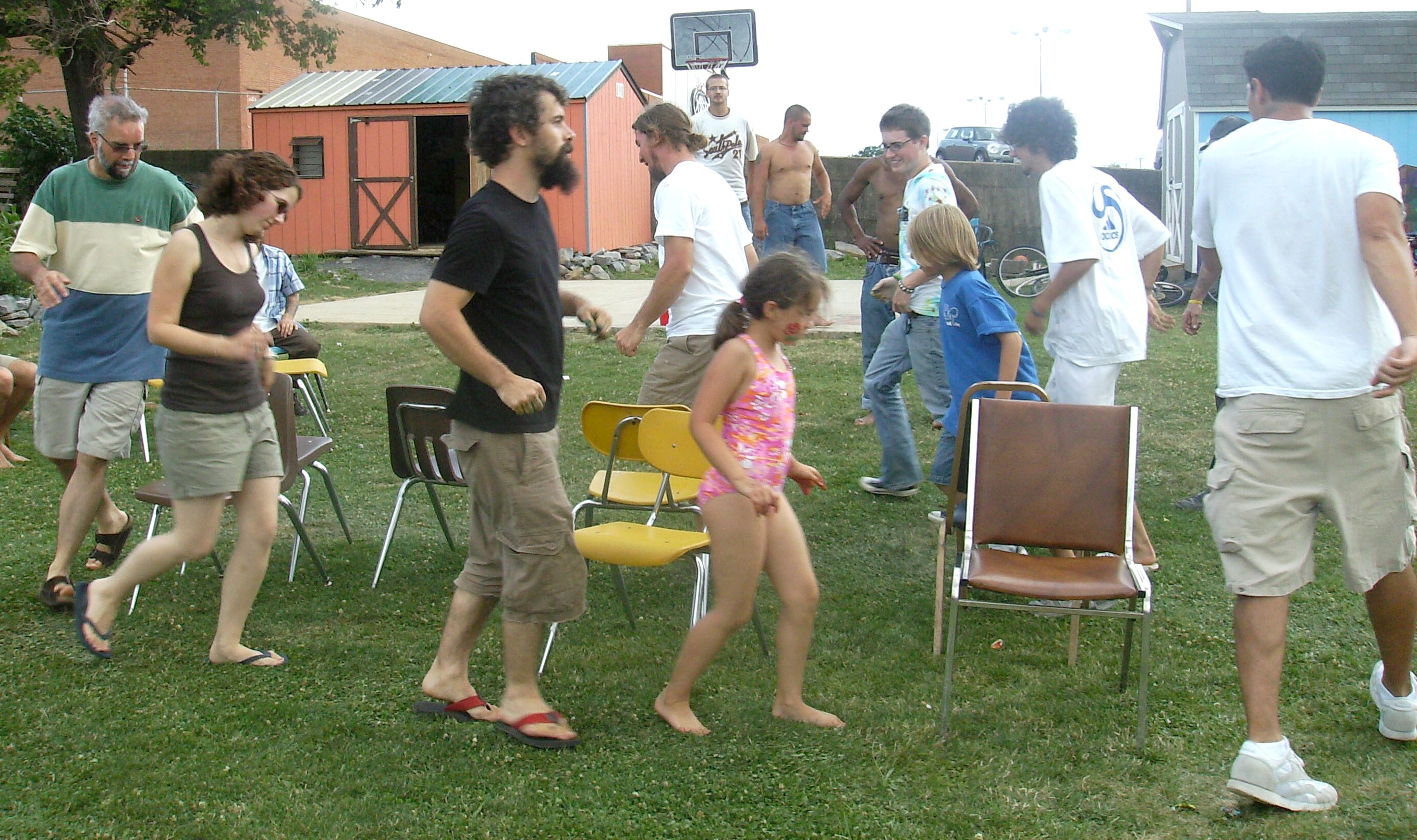
صندلی بازی

- بینگو
- آبجوپنگ
- بازی کارت علیه بشریت
- پانتومیم
- بازی‌های آشامیدنی
- مافیا
- رقص مجسمانه
- روانپزشک
- بطری‌بازی
- حقیقت یا جرئت
- صندلی‌بازی
- بیست‌سؤالی
- بازی چشم‌بسته
- قایم‌موشک
- رقص مجسمانه
- پینیاتا
- مادام یس
- سنگ-کاغذ-قیچی